# كلية بوث للأعمال
كلية بوث للأعمال (بالإنجليزية: University of Chicago Booth School of Business)‏ هي كلية أعمال، تأسست في 1897، في الولايات المتحدة.